# Puvaneswaran Ramasamy
Puvaneswaran Ramasamy est un karatéka malaisien né le 8 décembre 1974 et qui vivait à Kuala Lumpur fin 2006. Il est connu pour avoir remporté la médaille d'or en kumite individuel masculin moins 55 kilos aux XIVe Jeux asiatiques puis dans la même épreuve aux championnats d'Asie de karaté 2007 cinq ans plus tard. 

## Résultats
| Résultat           | Date             | Épreuve                   | Catégorie | Compétition              | Ville hôte             |
| ------------------ | ---------------- | ------------------------- | --------- | ------------------------ | ---------------------- |
| Médaille de bronze | Octobre 1994     | Kumite individuel - 60 kg | Seniors   | Jeux asiatiques 1994     | Hiroshima, au Japon    |
| Médaille de bronze | Décembre 1998    | Kumite individuel - 60 kg | Seniors   | Jeux asiatiques 1998     | Bangkok, en Thaïlande  |
| Médaille d'or      | 2002             | Kumite individuel - 55 kg | Seniors   | Jeux asiatiques 2002     | Pusan, en Corée du Sud |
| Médaille d'argent  | 12 décembre 2006 | Kumite individuel - 55 kg | Seniors   | Jeux asiatiques 2006     | Doha, au Qatar         |
| Médaille d'or      | 24 août 2007     | Kumite individuel - 55 kg | Seniors   | Championnats d'Asie 2007 | Nilai, en Malaisie     |